# NGC 807
NGC 807 je galaksija u zviježđu Trokut.

## Vanjske poveznice
- SEDS: NGC 807